# Ministro de la Armada
El Ministro de la Armada del Japón (海軍大臣 Kaigun-daijin?) era el máximo responsable del Ministerio de la Armada, elegido entre un oficial de la Marina Imperial Japonesa en activo, y a pesar de integrar el Gobierno, respondía únicamente ante el Emperador. Mientras que el Jefe del  Estado Mayor de la Armada se encargaba del mando operativo, el ministro de la Armada era el máximo responsable de las funciones administrativas. Debido a la tradición naval de que “un militar no debe participar en política”, el puesto de Ministro de la Armada era el único puesto de cariz político accesible a miembros de la marina japonesa.

## Ministros de la Armada
|    | Nombre             | Gabinete     | Desde      | Hasta el   | Al mismo tiempo |
| -- | ------------------ | ------------ | ---------- | ---------- | --------------- |
| 1  | Saigō Tsugumichi   | 1º Itō       | 22-12-1885 | 30-4-1888  |                 |
| 2  | Saigō Tsugumichi   | Kuroda       | 30-4-1888  | 24-12-1889 |                 |
| 3  | Saigō Tsugumichi   | 1º Yamagata  | 24-12-1889 | 17-5-1890  |                 |
| 4  | Kabayama Sukenori  | 1st Yamagata | 17-5-1890  | 6-5-1891   |                 |
| 5  | Kabayama Sukenori  | 1º Matsukata | 6-5-1891   | 8-8-1892   |                 |
| 6  | Nire Kagenori      | 2º Itō       | 8-8-1892   | 11-3-1893  |                 |
| 7  | Saigō Tsugumichi   | 2º Itō       | 11-3-1893  | 11-9-1896  |                 |
| 8  | Saigō Tsugumichi   | 2º Matsukata | 11-9-1896  | 12-1-1898  |                 |
| 9  | Saigō Tsugumichi   | 3º Itō       | 12-1-1898  | 30-6-1898  |                 |
| 10 | Saigō Tsugumichi   | 1ºŌkuma      | 30-6-1898  | 8-11-1898  |                 |
| 11 | Yamamoto Gonnohyōe | 2º Yamagata  | 8-11-1898  | 19-10-1900 |                 |
| 12 | Yamamoto Gonnohyōe | 4º Itō       | 19-10-1900 | 2-6-1901   |                 |
| 13 | Yamamoto Gonnohyōe | 1º Katsura   | 2-6-1901   | 7-1-1906   |                 |
| 14 | Saitō Makoto       | 1º Saionji   | 7-1-1906   | 14-7-1908  |                 |
| 15 | Saitō Makoto       | 2º Katsura   | 14-7-1908  | 30-8-1911  |                 |
| 16 | Saitō Makoto       | 2º Saionji   | 30-8-1911  | 21-12-1912 |                 |
| 17 | Saitō Makoto       | 3º Katsura   | 21-12-1912 | 20-2-1913  |                 |
| 18 | Saitō Makoto       | 1º Yamamoto  | 20-2-1913  | 16-4-1914  |                 |
| 19 | Yashiro Rokurō     | 2º Ōkuma     | 16-4-1914  | 8-10-1915  |                 |
| 20 | Katō Tomosaburō    | 2º Ōkuma     | 8-10-1915  | 9-10-1916  |                 |
| 21 | Katō Tomosaburō    | Terauchi     | 9-10-1916  | 29-9-1918  |                 |
| 22 | Katō Tomosaburō    | Hara         | 29-9-1918  | 13-11-1921 |                 |
| 23 | Katō Tomosaburō    | Takahashi    | 13-11-1921 | 12-6-1922  |                 |
| 24 | Katō Tomosaburō    | Katō         | 12-6-1922  | 15-5-1923  | Primer ministro |
| 25 | Takarabe Takeshi   | Katō         | 15-5-1923  | 2-9-1923   |                 |
| 26 | Takarabe Takeshi   | 2º Yamamoto  | 2-9-1923   | 7-1-1924   |                 |
| 27 | Murakami Kakuichi  | Kiyoura      | 7-1-1924   | 11-6-1924  |                 |
| 28 | Takarabe Takeshi   | Katō         | 11-6-1924  | 30-1-1926  |                 |
| 29 | Takarabe Takeshi   | 1º Wakatsuki | 30-1-1926  | 20-4-1927  |                 |
| 30 | Okada Keisuke      | 1º Tanaka    | 20-4-1927  | 2-7-1929   |                 |
| 31 | Takarabe Takeshi   | Hamaguchi    | 2-7- 1929  | 3-10-1930  |                 |
| 32 | Abo Kiyokazu       | Hamaguchi    | 3-10-1930  | 14-4-1931  |                 |
| 33 | Abo Kiyokazu       | 2º Wakatsuki | 14-4-1931  | 13-12-1931 |                 |
| 34 | Ōsumi Mineo        | Inukai       | 13-12-1931 | 26-4-1932  |                 |
| 35 | Okada Keisuke      | Saitō        | 26-5-1932  | 9-1-1933   |                 |
| 36 | Ōsumi Mineo        | Saitō        | 9-1-1933   | 8-7-1934   |                 |
| 37 | Ōsumi Mineo        | Okada        | 8-8-1934   | 9-3-1936   |                 |
| 38 | Nagano Osami       | Hirota       | 9-3-1936   | 2-2-1937   |                 |
| 39 | Yonai Mitsumasa    | Hayashi      | 2-2-1937   | 4-6-1937   |                 |
| 40 | Yonai Mitsumasa    | 1º Konoe     | 4-6-1937   | 5-1-1939   |                 |
| 41 | Yonai Mitsumasa    | 1º Hiranuma  | 5-1-1939   | 30-8-1939  |                 |
| 42 | Yoshida Zengo      | Abe          | 30-8-1939  | 16-1-1940  |                 |
| 43 | Yoshida Zengo      | Yonai        | 16-1-1940  | 22-7-1940  |                 |
| 44 | Yoshida Zengo      | 2º Konoe     | 22-7-1940  | 5-9-1940   |                 |
| 45 | Oikawa Koshirō     | 2nd Konoe    | 5-9-1940   | 18-7-1941  |                 |
| 46 | Oikawa Koshirō     | 3º Konoe     | 18-7-1941  | 18-10-1941 |                 |
| 47 | Shimada Shigetarō  | Tōjō         | 18-10-1941 | 17-7-1944  |                 |
| 48 | Nomura Naokuni     | Tōjō         | 17-7-1944  | 22-7-1944  |                 |
| 49 | Yonai Mitsumasa    | Koiso        | 22-7-1944  | 7-4-1945   |                 |
| 50 | Yonai Mitsumasa    | Suzuki       | 7-4-1945   | 17-8-1945  |                 |
| 51 | Yonai Mitsumasa    | Higashikuni  | 17-8-1945  | 9-10-1945  |                 |
| 52 | Yonai Mitsumasa    | Shidehara    | 9-10-1945  | 1-12-1945  |                 |